# Blame It on My Youth
Blame It on My Youth est une chanson composée par Oscar Levant et Edward Heyman en 1934. C’est également un standard de jazz.